# Малей Костов Малеев
 Тази статия е за българския революционер и учител.  За чичо му вижте Малей Лулчев Малеев.  
Малей Костов Малеев е български учител и революционер, деец на Вътрешната македоно-одринска революционна организация.

## Биография
Малеев е роден в 1880 година в Димотика, в Османската империя, днес Дидимотихо, Гърция. В 1903 година завършва Одринската гимназия „Доктор Петър Берон“. Работи като основен учител в Одрин. Член е на Окръжния революционен комитет на ВМОРО и заедно с Христо Шалдев е издател и редактор на революционния вестник „Борба“ в 1905 - 1906 година. След това е учител в Димотика и е член на околийския комитет на ВМОРО в града. През Балканската война е заточен в Измит, Мала Азия. Малеев умира скоро след освобождението си.